# 大理石山
大理石山（英語：Marble Hill）是美國紐約市的一個地區，位於曼哈頓北部，也是曼哈頓區（紐約郡）唯一一個位於北美大陸本土的飛地。大理石山由附近大理石矿床得名，因哈林河的建設，大理石山在1895年至1914年期間曾是一個島嶼。1914年以後，大理石山和北美大陸本土的布朗克斯相連，但在行政區劃上屬於曼哈頓區。
大理石山经常与布朗克斯联系在一起，并且是布朗克斯8号社区委员会成员之一。 此外，大理石山的邮政编码为布朗克斯10463；与曼哈顿的其他地区不同，它带有布朗克斯电话区号718、347和929，以及全市区号917。  

## 交通
大都會北方鐵路哈德逊线提供通勤铁路服务，向南可以到达曼哈顿中城中央车站。车站位于哈林河边一个悬崖的底部。 
纽约地铁IRT百老匯-第七大道線在此设大理石山-225街車站，该站目前由1号线提供服务。 
穿过大理石山的主要道路是百老汇大道，美国9号公路的一部分。

## 外部連結
- "It looks like the Bronx – but votes like Manhattan"（页面存档备份，存于） Columbia University
- "Marble Hill" on Washington Heights and Inwood Online web site
- Aerial image of Marble Hill from USGS via Microsoft Research Maps
- Find a Trustworthy Realtor in Oakville （页面存档备份，存于） from Rina via Real Estate in Oakville